# Going to California
Going to California, bijnaam G2C, is een Amerikaanse
actie-avonturentelevisieserie waarvan één seizoen van twintig afleveringen werd
uitgezonden van najaar 2001 tot voorjaar 2002.
De serie gaat over twee twintigers met de bijnamen Space en Hank die van
New England naar Californië trekken op zoek naar
hun vriend Cassidy. Onderweg beleven ze allerlei avonturen.

## Rolbezetting
| Acteur                | Personage     | Opmerkingen  |
| --------------------- | ------------- | ------------ |
| Sam Trammell          | Kevin Lauglin | a.k.a. Space |
| Brad William Henke    | Henry Ungalow | a.k.a. Hank  |
| Audrey Marie Anderson | Claire Connor |              |
| John Mallory Asher    | Insect Bob    |              |

## Afleveringen

### Seizoen 1 (2001-2002)
1. Pilootaflevering
2. Blowing Free: part 2
3. Taking Care of Biscuits
4. I Know Why the Caged Rhino Sings
5. Rules of the Rod
6. Apocalypse Cow
7. The Big Padoodle
8. Fodder Figures
9. The Naked and the Nude
10. A Pirate Looks at 15 to 20
11. Hurricane Al: A Tale of Key Largo
12. This Year's Model
13. Our Sunshine State of Affairs
14. Lily of the Field
15. A Little Hard in the Big Easy
16. Home Games
17. Waiting for Gordo
18. Mixed Doubles
19. Searching for Eddie Van Halen
20. The West Texas Round-up and Other Assorted Misdemeanors